# Réquista
Réquista település Franciaországban, Aveyron megyében. Lakosainak száma 1940 fő (2022. január 1.). Réquista Brasc, Connac, Durenque, Lestrade-et-Thouels, Saint-Jean-Delnous, La Selve, Cadix, Le Dourn és Fraissines községekkel határos.

## Népesség
A település népessége az elmúlt években az alábbi módon változott:
| Lakosok száma | 2482 | 2512 | 2243 | 2118 | 2016 | 2005 | 2005 | 1983 | 1978 | 1940 |
|               | 1968 | 1982 | 1990 | 2006 | 2013 | 2015 | 2017 | 2019 | 2020 | 2022 |